# Nguyễn Thị Hồng Ngọc
Nguyễn Thị Hồng Ngọc (tên tiếng Anh: Jacqueline Hong-Ngoc Nguyen; sinh năm 1965) là một vị thẩm phán người Mỹ gốc Việt. Bà là vị thẩm phán gốc Việt đầu tiên trong lịch sử Hoa Kỳ được bổ nhiệm chủ tọa Tòa án cấp Liên bang bao gồm một phần tiểu bang California. Đây là khu vực với 17 triệu dân gồm các quận Los Angeles, Orange, San Bernardino, Riverside, Ventura, Santa Barbara, và San Luis Obispo.
Từ tháng 5 năm 2012, bà là thẩm phán Tòa Phúc thẩm Liên bang Hoa Kỳ (tiếng Anh: United States Federal Court of Appeals; là định chế tư pháp ngay dưới Tối cao Pháp viện Hoa Kỳ) khu vực số 9 bao gồm toàn bộ miền Tây nước Mỹ với 9 tiểu bang, trong đó có California, và hai vùng lãnh thổ Guam và Quần đảo Bắc Mariana. Bà là người nữ gốc châu Á đầu tiên phục vụ trong vị trí này tại Hoa Kỳ.

## Thân thế
Nguyễn Hồng Ngọc sinh ra ở Đà Lạt, Việt Nam. Ông thân sinh của bà tên Nguyễn Bình là thiếu tá trong Quân lực Việt Nam Cộng hòa. Trong những ngày Tháng Tư năm 1975 khi chính thể Việt Nam Cộng hòa sụp đổ, bà lúc đó 10 tuổi cùng gia đình được bốc bằng trực thăng đưa sang tỵ nạn ở Mỹ, tạm cư ở Trại Pendleton, rồi sau định cư ở La Crescenta, California.
Với học bổng bốn năm Nguyễn Hồng Ngọc tốt nghiệp đại học Occidental College năm 1987 môn Anh văn và tiếp theo đó theo học Trường Đại học Luật thuộc Viện Đại học UCLA. Bà ra trường năm 1991 với văn bằng tiến sĩ luật khoa. Sau bốn năm làm việc ở văn phòng tư, bà chuyển sang làm công tố viên cho tòa án liên bang Hoa Kỳ.

## Sự nghiệp
Bà được thống đốc tiểu bang California Gray Davis bổ nhiệm làm chánh án Tòa Thượng thẩm Quận Los Angeles (Los Angeles County Superior Court), tiểu bang California năm 2002. Năm 2009 bà được đề cử làm thẩm phán Tòa án Liên bang và Thượng viện Quốc hội Hoa Kỳ đã bỏ 97 phiếu thuận, 0 phiếu chống.
Ngày 13 Tháng 5 năm 2011 bà được thị trưởng thành phố Los Angeles Antonio Villaraigosa tuyên dương nhân dịp "Tháng Di sản Văn hóa người Mỹ gốc châu Á Thái Bình Dương".
Ngày 22 tháng 9 năm 2011, Tổng thống Hoa Kỳ Barack Obama đề cử bà làm Thẩm phán tòa kháng án (phúc thẩm) liên bang khu vực số 9. Bà là thẩm phán hạt Hoa Kỳ đầu tiên được bổ nhiệm bởi Tổng thống Obama, sau đó cũng chính ông đề cử bà là thẩm phán cao cấp liên bang, bà cũng là người Mỹ gốc Việt đầu tiên làm thẩm phán liên bang trong lịch sử của Hoa Kỳ, và là thẩm phán cao cấp đầu tiên từ châu Á-Thái Bình Dương trong lịch sử California.. Ngày 7 tháng 5 năm 2012, Thượng viện Hoa Kỳ đã bỏ phiếu chấp thuận sự bổ nhiệm này, với 91 phiếu thuận và 3 phiếu chống. Bà cũng được dự đoán là ứng cử viên Tòa án Tối cao Hoa Kỳ trong nhiệm kỳ tổng thống Obama.

## Đời sống cá nhân
Nguyễn Hồng Ngọc sống với chồng, Po Kim, một cựu công tố viên và 2 người con còn trong tuổi vị thành niên.